# Philip Mark Jones
Pour les articles homonymes, voir Philip Jones et Jones.
Philip Mark Jones, né le 12 mars 1928 à Bath (Angleterre) et mort le 17 janvier 2000 à Londres, est un trompettiste classique anglais. Fondateur de l'ensemble qui porte son nom, Philip Jones Brass Ensemble, ensemble de dix cuivres.

## Biographie
Né à Bath dans une famille de joueurs de cuivres, il commence par jouer le clairon à l'âge de neuf ans en tant que cadet de la marine. Deux ans plus tard, il passe à la trompette et au cornet. En 1944, il se voit attribuer une bourse d'études au Royal College of Music. À l'âge de 20 ans, il est nommé quatrième trompette de l'orchestre de Covent Garden, au Royal Opera House, avant d'en devenir la principale l'année suivante,.
Il fonde le Philip Jones Brass Ensemble en 1951. L'ensemble débute comme un quatuor de joueurs de l'Orchestre de l'Opéra Royal, avec son oncle à la seconde trompette. Philip Jones produit les arrangements et commande de nouvelles œuvres pour l'Ensemble, qui devient quintette en 1954. Son répertoire inclut des pièces de musique baroque, notamment des compositeurs Giovanni Gabrieli et Johann Pezel, ainsi que de la musique chorale de Monteverdi, d'entre autres. Des compositeurs tels que Lutosławski, Arnold, Salzedo (en), Prémru (en), Previn, Rautavaara, Takemitsu, Hans Werner Henze et Richard Rodney Bennett ont composé pour l'Ensemble. En outre, le groupe enregistre de la musique pour des films et des publicités.
Le groupe a également su donner ses lettres de noblesse à la musique de chambre pour cuivre. Le Philip Jones Brass Ensemble a effectué des tournées dans des pays tels que le Japon, l'Australie, l'Égypte, l'Allemagne, la Suisse, la Suède, et l'Italie, etc. Les œuvres sont publiées par Chester Music, dans la série Just Brass.
Alors qu'il travaille pour le Philharmonia, Phillip Mark Jones rencontre la directrice d'orchestre Ursula Strebi. Le coupe se marie en 1956. Dès lors, Ursula prend en charge la gestion des présentations de l'Ensemble.
Le trompettiste et chef d'orchestre Elgar Howarth a arrangé en 1977 pour l'ensemble, la célèbre suite pour piano des Tableaux d'une Exposition.
Parallèlement à son rôle dans l'Ensemble, Phillip Jones joue dans plusieurs orchestres, dont l'orchestre philharmonique royal (1956 - 1960), l'orchestre Philharmonia (1960 - 1964), l'English Chamber Orchestra, l'orchestre philharmonique de Londres, et l'orchestre symphonique de la BBC (1967 - 1971).
Directeur de l'école des vents et des percussions au Royal Northern College of Music, à Manchester (1975-1977), Philip Jones est nommé officier dans l'ordre de l'Empire britannique en 1977. Il sera promu commandeur en 1986 pour ses services à la musique. Cette même année, il décide de mettre fin à sa carrière de trompettiste pour se consacrer à l'enseignement. De 1983 à 1988, il dirige la Guildhall School of Music and Drama de Londres, après quoi il est nommé directeur du Trinity College of Music. Sous son mandat, l'école parvient à retrouver un statut égal à celui de la Royal Academy of Music et du Royal College. Il prend sa retraite en 1994. Un an plus tard, il devient président du Musicians Benevolent Fund (en).
L'ensemble continue sa route sous son nouveau nom, London Brass.

## Distinctions
- Officier de l'Ordre de l'Empire britannique (OBE) - 1977
- Commandeur de l'Ordre de l'Empire britannique (CBE) - 1986